# Liao Lisheng
Liao Lisheng (chiń. 廖力生, ur. 29 kwietnia 1993 w Shenzhen) – chiński piłkarz grający na pozycji środkowego pomocnika. Od 2013 jest zawodnikiem klubu Guangzhou Evergrande.

## Kariera piłkarska
Swoją karierę piłkarską Liao Lisheng rozpoczynał w szkółkach piłkarskich takich jak Guangxi Hercules Football School, Zhaoqing Sunray Cave Football School i Gu Guangming Football School oraz klubów Shenzhen Kingway i Dongguan Nancheng, w którym zadebiutował w seniorskim futbolu w 2011. W 2013 został piłkarzem zespołu grającego w Chinese Super League, Guangzhou Evergrande. W CSL swój debiut zaliczył 30 października 2013 w zremisowanym 1:1 wyjazdowym meczu z Shanghai SIPG. W sezonach 2013, 2014, 2015, 2016 i 2017 pięciokrotnie z rzędu wywalczył z Guangzhou Evergrande tytuł mistrza Chin. W sezonie 2014/2015 wywalczył z klubem zwycięstwo w Lidze Mistrzów AFC. W 2016 roku zdobył Superpuchar Chin.
| Sezon | Klub                 | Kraj  | Rozgrywki    | Mecze | Gole |
| ----- | -------------------- | ----- | ------------ | ----- | ---- |
| 2013  | Guangzhou Evergrande | Chiny | Super League | 1     | 0    |
| 2014  | Guangzhou Evergrande | Chiny | Super League | 17    | 0    |
| 2015  | Guangzhou Evergrande | Chiny | Super League | 1     | 0    |
| 2016  | Guangzhou Evergrande | Chiny | Super League |       |      |

## Kariera reprezentacyjna
W reprezentacji Chin Liao Lisheng zadebiutował 18 czerwca 2014 roku w wygranym 2:0 towarzyskim meczu z Macedonią. W 2015 roku został powołany do kadry Chin na Puchar Azji 2015. Był na nim rezerwowym i nie rozegrał żadnego meczu.